# انفانتا أنتونيا من البرتغال
انفانتا أنطونيا من البرتغال (17 فبراير 1845 - 27 ديسمبر 1913) هي انفانتا برتغالية وأميرة ساكس كوبرغ وغوتا بحيث أنها أبنة فرناندو الثاني ملك البرتغال وماريا الثانية ملكة البرتغال، أصبحت أميرة هوهنتسولرن-سيغمارينغن بزواجها من أمير ليوبولد، وفضلا عن ذلك هي والدة فرديناند الأول ملك رومانيا.